# Can't stop believing
「Can't stop believing」（キャント ストップ ビリービング）は、日本のロックバンド・L'Arc〜en〜Cielのベーシスト、tetsuyaがtetsu名義で発表した通算5作目のシングル。2007年3月14日発売。発売元はKi/oon Records。

## 解説
前作「WHITE OUT 〜memory of a color〜」から約4年ぶりのシングル。未発表楽曲のリリースとしては、2005年3月16日に発売されたトリビュート・アルバム『LOVE for NANA 〜Only 1 Tribute〜』への提供曲「REVERSE」以来約2年ぶりのこととなる。
なお、tetsuはこのシングル発売前にKi/oon Recordsに出戻りしており、ソロ活動で使う名議もTETSU69からtetsuに変更している。ちなみに、このシングル発売から約3年の間、ソロ名義の作品のリリースがなく、2010年にソロ活動を本格的に再開してからはTETSUYA名義で活動することになったため、tetsu名義で発表したソロ名義の単独作品は本作のみとなっている。
表題曲「Can't stop believing」は、メロディアスかつドラマティックなロック・ナンバーとなっている。この曲の原型は本作発売の約3年前に出来上がっており、今回タイアップが付いたためリリースに至ったという。また、この曲の編曲作業には、2005年発表の「REVERSE」から引き続いて、室姫深（ex.THE MAD CAPSULE MARKETS、ex.DIE IN CRIES）が参加している。以後tetsuは、長きに渡り室姫と楽曲制作を行うようになり、2011年1月発表の2ndアルバム『COME ON!』では室姫が11曲中9曲で共同編曲を担当することになった。ちなみにtetsuは、室姫を共同編曲者として招いた背景について「（ソロで作ってる）室姫さんの楽曲が凄い僕好みの楽曲で。近い音楽性を持ってらっしゃるなって、ちょっと思ってたんです、僕自身」「マーベリックのスタッフから"室姫君と一緒にやればいいんじゃない？2人合うと思うよ"って軽く言われたんです」と述べている。
なお、この曲は2011年1月に発表した2ndアルバム『COME ON!』にアルバムバージョンとして収録されている。シングルバージョンから録り直しは行われていないが、アルバムバージョンでは歌のトリートメントが行われ、ミックスもすべて変更されている。
カップリングには、トリビュート・アルバム『LOVE for NANA ～Only 1 Tribute～』に提供した楽曲「REVERSE」のリミックスが収録されている。なお、リミックスは、音楽ユニットのDISCO TWINSが手掛けている。
本作は、初回生産限定盤（CD+DVD）、通常盤（CD）の2形態で発売されている。初回生産限定盤には「Can't stop believing」のミュージック・ビデオを収録したDVDが付属されている。ちなみに、ジャケットの表・裏両面には、ビルフェチだと自ら語っているtetsuらしく、ビルの写真が使われている。

## 収録曲
| #  | タイトル                                | 作詞  | 作曲  | 編曲/リミックス           | 時間 |
| -- | --------------------------------------- | ----- | ----- | ------------------------- | ---- |
| 1. | 「Can't stop believing」                | tetsu | tetsu | tetsu・室姫深（編曲）     | 4:13 |
| 2. | 「REVERSE DISCO TWINS REMIX」           | tetsu | tetsu | DISCO TWINS（リミックス） | 5:39 |
| 3. | 「Can't stop believing -Instrumental-」 |       | tetsu | tetsu・室姫深（編曲）     | 4:10 |

## 初回生産限定盤DVD
1. Can't stop believing (Music Clip)
ディレクター：柿本ケンサク

## 参加ミュージシャン
- Can't stop believing
  - tetsu：Bass, Vocal, Backing Vocal, Guitar & Guitar Solo
  - 室姫深：Guitar, Keyboards & Programming
  - 村石雅行：Drums

## 収録アルバム
- 『COME ON!』 (#1,アルバムバージョン)

## タイアップ
Can't stop believing
- TBS系番組『J-SPORTS スーパーサッカーPLUS』テーマソング